# 长翅绣球
长翅绣球（学名：Hydrangea longialata）为绣球花科绣球属下的一个种。

## 扩展阅读
維基物種上的相關：长翅绣球